# Murajdżib al-Maszhad
Murajdżib al-Maszhad (arab. مريجب المشهد) – wieś w Syrii, w muhafazie Idlib. W 2004 roku liczyła 698 mieszkańców.